# Чино-Веллі (Аризона)
Чино-Веллі (англ. Chino Valley) — місто (англ. town) в США, в окрузі Явапай штату Аризона. Населення — 13 020 осіб (2020).

## Географія
Чино-Веллі розташоване за координатами 34°44′24″ пн. ш. 112°24′22″ зх. д. / 34.74000° пн. ш. 112.40611° зх. д. (34.739884, -112.406064).  За даними Бюро перепису населення США в 2010 році місто мало площу 164,29 км², з яких 164,13 км² — суходіл та 0,16 км² — водойми.

## Демографія
Згідно з переписом 2010 року, у місті мешкало 10 817 осіб у 4396 домогосподарствах у складі 3035 родин. Густота населення становила 66 осіб/км².  Було 4967 помешкань (30/км²).
Расовий склад населення:
| - 88,6 % — білих - 0,9 % — корінних американців - 0,5 % — чорних або афроамериканців - 0,5 % — азіатів - 6,7 % — осіб інших рас |

До двох чи більше рас належало 2,7 %. Частка іспаномовних становила 15,0 % від усіх жителів.
За віковим діапазоном населення розподілялося таким чином: 22,9 % — особи молодші 18 років, 56,9 % — особи у віці 18—64 років, 20,2 % — особи у віці 65 років та старші. Медіана віку мешканця становила 44,8 року. На 100 осіб жіночої статі у місті припадало 97,2 чоловіків;  на 100 жінок у віці від 18 років та старших — 93,3 чоловіків також старших 18 років.
Середній дохід на одне домашнє господарство  становив 51 715 доларів США (медіана — 43 379), а середній дохід на одну сім'ю — 56 598 доларів (медіана — 46 144). Медіана доходів становила 35 690 доларів для чоловіків та 26 845 доларів для жінок. За межею бідності перебувало 18,3 % осіб, у тому числі 26,2 % дітей у віці до 18 років та 15,5 % осіб у віці 65 років та старших.
Цивільне працевлаштоване населення становило 4188 осіб. Основні галузі зайнятості: освіта, охорона здоров'я та соціальна допомога — 26,3 %, будівництво — 11,0 %, роздрібна торгівля — 9,5 %, транспорт — 8,7 %.